# Testigo de cargo (historieta)
Testigo de cargo es una historieta de 1984 del autor español Francisco Ibáñez perteneciente a su serie Mortadelo y Filemón. 

## Trayectoria editorial
La historieta se serializó en la segunda etapa de la revista Mortadelo nºs 183 a 185 y 192 a 194, ya que en los nºs 186 a 191 se publicó la aventura Los Ángeles 84.

## Sinopsis
Ha habido un atentado en el "Aullido Vespertino" y el único testigo es un botones llamado Sacarino. El superintendente cree que el terrorista intentará liquidar a Sacarino antes del juicio y encarga a Mortadelo y Filemón su protección. Al final, Filemón casi pierde un ojo. Ya que el responsable del atentado le mete el dedo en el ojo con mucha fuerza. El médico "separó" el dedo del ojo con la ayuda de un soplete.
No obstante, parece que Mortadelo y Filemón necesiten más protección que él.

## Comentarios
En esta historieta, titulada como la película de Billy Wilder, Ibáñez introduce otro personaje suyo, en este caso el botones Sacarino, junto con Mortadelo y Filemón. Si Sacarino ya la lía en la redacción, fuera del trabajo tampoco se queda corto.

## En otros medios
- Ha sido adaptado al completo en el episodio de la serie de televisión sobre los personajes.[3]